# Harry Groener
Harry Groener (Augusta, 10 settembre 1951) è un attore statunitense.

## Biografia
Dopo la nascita in Germania, è emigrato con la sua famiglia negli Stati Uniti all'età di due anni.
Deve la sua fama all'interpretazione del sindaco Wilkins nella serie televisiva Buffy l'ammazzavampiri e quella del cuoco tedesco Gunther nella serie televisiva Las Vegas. È inoltre comparso in alcune puntate della sit-com How I Met Your Mother nel ruolo di Clint (patrigno di Ted).

## Filmografia

### Cinema
- Brubaker, regia di Stuart Rosenberg (1980)
- Amistad, regia di Steven Spielberg (1997)
- Dance with Me, regia di Randa Haines (1998)
- Patch Adams, regia di Tom Shadyac (1998)
- Buddy Boy, regia di Mark Hanlon (1999)
- Provaci ancora, Bob (Role of a Lifetime), regia di Antony Alda (2001)
- A proposito di Schmidt (About Schmidt), regia di Alexander Payne (2002)
- Era mio padre (Road to Perdition), regia di Sam Mendes (2002)
- Manna from Heaven, regia di Gabrielle Burton (2002)
- L'ultima occasione (The Last Time), regia di Michael Caleo (2006)
- The Happiest Day of His Life, regia di Ursula Burton (2007)
- Beautiful Loser, regia di John Nolte (2008)
- The Selling, regia di Emily Lou Wilbur (2011)
- Bread and Butter, regia di Liz Manashil (2014)
- The Atticus Institute, regia di Chris Sparling (2015)
- Diani & Devine Meet the Apocalypse, regia di Etta Devine e Gabriel Diani (2016)
- La cura dal benessere (A Cure for Wellness), regia di Gore Verbinski (2016)
- Delirium, regia di Dennis Iliadis (2018)
- A Place Among the Dead, regia di Juliet Landau (2020)
- Oppenheimer, regia di Christopher Nolan (2023)

### Televisione
- Star Trek: The Next Generation - serie TV, episodio 3x20 (1990)
- Star Trek: Voyager - serie TV, episodio 3x07 (1996)
- Buffy l'ammazzavampiri (Buffy the Vampire Slayer) - serie TV, 14 episodi (1998-2003)
- Streghe (Charmed) - serie TV, 1 episodio (2000)
- Profiler - Intuizioni mortali (Profiler) - serie TV, 1 episodio (2000)
- Roswell - serie TV, 1 episodio (2002)
- Las Vegas - serie TV, 6 episodi (2003-2006)
- Medium - serie TV, 2 episodi (2005)
- How I Met Your Mother - serie TV, 3 episodi (2006-2013)
- Breaking Bad - serie TV, 1 episodio (2009)
- West Wing - Tutti gli uomini del Presidente (The West Wing) - serie TV, episodi 1x12 - 4x23 (2010)
- C'era una volta (Once Upon a Time) - serie TV, 1 episodio (2011)
- Supernatural - serie TV, 1 episodio (2012)
- The Mentalist - serie TV, 1 episodio (2013)
- Major Crimes - serie TV, 1 episodio (2014)
- Young Sheldon - serie TV, 1 episodio (2017)

## Doppiatori italiani
Nelle versioni in italiano delle opere in cui ha recitato, Harry Groener è stato doppiato da:
- Fabrizio Pucci in Dance with Me, Buffy l'ammazzavampiri
- Oliviero Dinelli in CSI - Scena del crimine, Breaking Bad
- Roberto Del Giudice in Star Trek: The Next Generation
- Piero Tiberi in Brubaker
- Nino Prester in A proposito di Schmidt
- Sergio Lucchetti in Bones
- Toni Garrani in La cura del benessere
- Massimo Lodolo in Profiler - Intuizioni mortali
- Claudio Ridolfo in How I Met Your Mother
- Claudio Fattoretto in Las Vegas
- Giorgio Locuratolo in The Middle
- Sergio Di Giulio in C'era una volta
- Ambrogio Colombo in Supernatural
- Angelo Maggi in The Mentalist
- Franco Zucca in Major Crimes
- Paolo Buglioni in Criminal Minds
- Michele Gammino in Disjointed
- Giuliano Santi in 9-1-1: Lone Star
- Mino Caprio in Oppenheimer